# Záchytný tábor Opatovac
Záchytný tábor Opatovac (chorvatsky Prihvatni centar za izbjeglice Opatovac) byl vybudován v září 2015 v blízkosti vesnic Tovarnik a Bapska na chorvatsko-srbské hranici. Tábor slouží k registraci uprchlíků a běženců, kteří v rámci evropské migrační krize přišli na území Chorvatska ze Srbska, po tzv. balkánské trase. 
Tábor vybudovala chorvatská armáda. Jeho kapacita činí 5000 míst; tvoří jej 200 stanů. V táboře jsou uprchlíci nejprve registrováni, poté se koná zdravotní prohlídka a následně po 36-48 hodinách pobytu převáženi autobusy na chorvatsko-maďarskou hranici autobusy. 
Podobně jako v záchytném táboře v Röszke, který byl naplněn na začátku měsíce září, i v závěru téhož měsíce vypukly v táboře v Opatovaci nepokoje. Právě odpor uprchlíků zůstávat v tomto táboře se ukázal být mnohem větším problémem, než předchozí obava, že by kvůli stále rostoucímu počtu příchozích kapacita tábora nedostačovala.